# William Munro
William Munro (Druids Stoke, Gloucestershire, 1818 - Monty's Court, Norton Fitzwarren, Somerset, 29 de gener del 1880) va ser un militar anglès, botànic, col·leccionista de plantes i agrònom. Compaginà l'exèrcit, la seva activitat professional, amb la botànica, afició que consagrà essencialment a l'estudi de les poàcies.

## Carrera militar
El 20 de gener del 1834 entra a l'exèrcit com a alferes del 39è Regiment d'Infanteria. Ascendí successivament a tinent (abril del 1836), capità (2 de juliol del 1844), major (7 de maig del 1852) i tinent coronel (11 de novembre del 1853). Amb el seu regiment serví diversos anys a l'Índia (Bangalore, Bellary, Kamptee, Kurnool, Agra, Ferozepore, Dinapore), i el 1843 va ser ferit greument a la batalla de Maharajpore, fet on el seu regiment patí grans pèrdues. Entre 1847 i 1854 el seu regiment estigué destinat a Anglaterra i a Irlanda. Comandà el regiment durant el Setge de Sebàstopol, i dirigí el suport de la tercera divisió en l'atac del Redan (18 de juny del 1855), fets pels que obtingué la C.B., la Legió d'Honor i l'Orde de la Medjidie, a més d'altres condecoracions angleses i turques específiques de la guerra de Crimea. Comandà el 39è en els seus períodes de servei al Canadà (des del 1856), a les Bermudes (a partir del 1859 i fins al 1864) i a Anglaterra abans de retirar-se'n el 1865.
Reclamat per l'exèrcit, Munro ascendí a major-general el 6 de març del 1868, manà tropes a les Antilles britàniques (1870-6), obtingué el grau de tinent general el 10 de febrer del 1876, i al mateix any va ser nomenat coronel honorari del 93è regiment, els Sutherland Highlanders. Ascendí a general el 25 de juny del 1878, i morí dos anys després.

## Aportacions de William Munro a la botànica
Munro va ser un botànic autodidacta que recollí al llarg de la vida una gran quantitat d'exemplars de plantes, principalment de la família de les poàcies, i que s'escrigué amb els principals botànics de l'època, com J. D. Hooker i Asa Gray. Va començar les seves col·leccions el 1834 quan era al regne de Coorg (Índia), possiblement durant la conquesta britànica del territori, i posteriorment compaginà les campanyes militars amb l'estudi minuciós de les característiques, les nomenclatures, les comparacions i la classificació de les gramínies, de manera que esdevingué un expert en la matèria (the most trustworthy referee on that difficult order, Nature, 12 de febrer del 1880, p. 357). Va fer expedicions científiques a l'Índia (1834-1838), el Caixmir (1847) i l'illa de Barbados (1870-1875). La Monograph on the bamboos del 1868 és potser la seva contribució més important, amb la descripció de les 219 espècies de bambús conegudes aleshores; va ser la segona monogafia linneana sobre les bambúsies després de la de Franz Josef Ruprecht del 1839. La relació que mantingué amb naturalistes d'arreu del món el portà a estudiar i classificar espècies de munió d'indrets llunyans: Austràlia, Afganistan, Estats Units, Mèxic, Cuba, Nicaragua, l'estret de Bering...  Arxivat 2010-01-09 a Wayback Machine.
També contribuí a la creació de diversos jardins botànics en les poblacions on estigué de guarnició a l'Índia (Agra), al Canadà i al Carib. En jubilar-se, a Taunton (Anglaterra), començà a elaborar un estudi general de les gramínies (modernament anomenades poàcies), que continuava i actualitzava el Prodromus Systematis Naturalis Regni Vegetabilis elaborat per Agustin Pyramus de Candolle i els seus fills. Malauradament, l'obra de Munro també restà inacabada. Els seus papers es conserven majoritàriament als arxius del Reial Jardí Botànic de Kew, a devora de Londres. L'any 1840 havia estat admès com a membre de la Linnean Society of London. Hom batejà un gènere de les meliàcies Munronia en honor seu. En botànica se'l cita com a autoritat taxonòmica amb l'abreviatura Munro.